# Сант'Анатолија (Перуђа)
Сант'Анатолија је насеље у Италији у округу Перуђа, региону Умбрија.
Према процени из 2011. у насељу је живело 22 становника. Насеље се налази на надморској висини од 585 м.